# Ceraticelus laetus
Ceraticelus laetus là một loài nhện trong họ Linyphiidae.
Loài này thuộc chi Ceraticelus. Ceraticelus laetus được Octavius Pickard-Cambridge miêu tả năm 1874.